# Malou Höjer
Marie-Louise (Malou) Höjer, född Lecat den 4 mars 1910 i Dijon, Frankrike, död den 23 november 1998 i Adolf Fredriks församling, Stockholm, var en fransk-svensk översättare.
Höjer flyttade från Frankrike till Sverige och gifte sig med Carl-Henrik Höjer (1912–1949), förste arkivarie och chef för utrikesdepartementets arkiv.
Hon var officiell översättare och byrådirektör vid utrikesdepartementet och översatte också åt Svenska Akademien samt Nobelstiftelsen. Hon översatte såväl från franska till svenska som från svenska till franska. Höjer utarbetade även franska språkkurser för Sveriges Radio och verkade som illustratör. Makarna Höjer är begravda på Norra begravningsplatsen utanför Stockholm.

## Översättningar (urval)
- Jules Roy: Kriget i Algeriet (La guerre d'Algérie) (Norstedt, 1961)
- Henri-Pierre Roché: Jules och Jim (Jules et Jim) (Wahlström & Widstrand, 1963)
- Roland Barthes: Kritiska essäer (Cavefors, 1967)
- Émile Ajar: Kung Salomos ångest (L'angoisse du roi Salomon) (Norstedt, 1980)
- Alain Bosquet: Talet är en mångfald: dikter (översatt tillsammans med Östen Sjöstrand, Bonnier, 1981)
- Yves Bonnefoy: Den andra enkelheten: dikter och essäer (översatt tillsammans med Östen Sjöstrand, FIB:s lyrikklubb, 1982)